# Helga Schultze
Pour les articles homonymes, voir Schultze.
Helga Schultze épouse  Hösl puis Thaw (née le 2 février 1940, décédée le 12 septembre 2015) était une joueuse de tennis allemande (ex-RFA) des années 1960, professionnelle au début des années 1970.
En 1964, elle a été finaliste du double dames des Internationaux de France de tennis, associée à Norma Baylon.

## Palmarès (partiel)

### Titres en simple dames
| No | Date       | Nom et lieu du tournoi            | Catégorie | Surface      | Finaliste            | Score         |          |
| -- | ---------- | --------------------------------- | --------- | ------------ | -------------------- | ------------- | -------- |
| 1  | 04-07-1966 | Düsseldorf Tournament, Düsseldorf |           | Terre (ext.) | Edda Buding          | 7-5, 4-6, 6-1 | Parcours |
| 2  | 11-07-1966 | Swiss Championships, Gstaad       |           | Terre (ext.) | Sonja Pachta         | 6-1, 6-1      | Parcours |
| 3  | 28-05-1968 | Berlin Championships, Berlin      |           | Terre (ext.) | Margaret Smith Court | 6-1, 7-5      | Parcours |
| 4  | 10-08-1970 | German Championships, Hambourg    |           | Terre (ext.) | Helga Masthoff       | 6-3, 6-3      | Parcours |
| 5  | 08-07-1974 | Swiss Open Championships, Gstaad  |           | Terre (ext.) | Lea Pericoli         | 4-6, 6-4, 6-3 | Parcours |

### Finales en simple dames
| No | Date       | Nom et lieu du tournoi         | Catégorie | Surface      | Vainqueure     | Score    |          |
| -- | ---------- | ------------------------------ | --------- | ------------ | -------------- | -------- | -------- |
| 1  | 13-05-1964 | Berlin International, Berlin   |           | Terre (ext.) | Margaret Smith | 6-2, 6-1 | Parcours |
| 2  | 10-08-1966 | Bavarian Championships, Munich |           | Terre (ext.) | Helga Masthoff | NC       | Parcours |

### Titres en double dames
| No | Date       | Nom et lieu du tournoi                | Catégorie | Surface      | Partenaire      | Finalistes                          | Score    |          |
| -- | ---------- | ------------------------------------- | --------- | ------------ | --------------- | ----------------------------------- | -------- | -------- |
| 1  | 30-03-1964 | Trophée Raquette d'Or Aix-en-Provence |           | Terre (ext.) | Jan Lehane      | Jeanine Lieffrig Madonna Schacht    | 6-3, 7-5 | Parcours |
| 2  | 19-04-1971 | Catania Open GP Catane                |           | NC           | Gail Sherriff   | Pam Teeguarden Virginia Wade        | 6-4, 6-4 | Parcours |
| 3  | 20-05-1974 | German Open Hambourg                  |           | Terre (ext.) | Raquel Giscafré | Martina Navrátilová Renáta Tomanová | 6-3, 6-2 | Parcours |
| 4  | 08-07-1974 | Swiss Open Championships Gstaad       |           | Terre (ext.) | Lea Pericoli    | Kayoko Fukuoka Michelle Rodríguez   | 6-2, 6-0 | Parcours |

### Finales en double dames
| No | Date       | Nom et lieu du tournoi                  | Catégorie | Surface      | Vainqueures                        | Partenaire     | Score         |          |
| -- | ---------- | --------------------------------------- | --------- | ------------ | ---------------------------------- | -------------- | ------------- | -------- |
| 1  | 18-05-1964 | Internationaux de France Paris          | G. Chelem | Terre (ext.) | Margaret Smith Lesley Turner       | Norma Baylon   | 6-3, 6-0      | Parcours |
| 2  | 03-08-1964 | German Championships Hambourg           |           | Terre (ext.) | Margaret Smith Lesley Turner       | Norma Baylon   | 6-2, 3-6, 6-2 | Parcours |
| 3  | 11-07-1966 | Swiss Championships Gstaad              |           | Terre (ext.) | Roberta Beltrame Françoise Dürr    | Sonja Pachta   | Forfait       | Parcours |
| 4  | 28-05-1968 | Berlin Championships Berlin             |           | Terre (ext.) | Margaret Smith Court Virginia Wade | Helga Masthoff | 6-4, 6-3      | Parcours |
| 5  | 04-08-1969 | West German Open Championships Hambourg |           | Terre (ext.) | Helga Masthoff Judy Tegart         | Edda Buding    | 6-1, 6-4      | Parcours |

### Titre en double mixte
| No | Date       | Nom et lieu du tournoi        | Catégorie | Surface      | Partenaire   | Finalistes | Score |          |
| -- | ---------- | ----------------------------- | --------- | ------------ | ------------ | ---------- | ----- | -------- |
| 1  | 03-08-1964 | German Championships Hambourg |           | Terre (ext.) | Nikola Pilić | NC         | NC    | Parcours |

## Parcours en Grand Chelem (partiel)

### En simple dames
| Année | Championnat d'Australie Open d'Australie | Championnat d'Australie Open d'Australie | Internationaux de France | Internationaux de France | Wimbledon       | Wimbledon       | US National US Open | US National US Open |
| ----- | ---------------------------------------- | ---------------------------------------- | ------------------------ | ------------------------ | --------------- | --------------- | ------------------- | ------------------- |
| 1961  | -                                        | -                                        | 3e tour (1/16)           | Christine Truman         | 3e tour (1/16)  | E. Starkie      | -                   | -                   |
| 1962  | -                                        | -                                        | 3e tour (1/16)           | Jan Lehane               | 4e tour (1/8)   | Darlene Hard    | 3e tour (1/16)      | Jane Albert         |
| 1963  | -                                        | -                                        | 3e tour (1/16)           | Ann Haydon-Jones         | 3e tour (1/16)  | Darlene Hard    | -                   | -                   |
| 1964  | -                                        | -                                        | 1/2 finale               | Margaret Smith           | 1er tour (1/64) | Tory Ann Fretz  | 3e tour (1/16)      | Jacqueline Rees     |
| 1965  | -                                        | -                                        | 4e tour (1/8)            | Norma Baylon             | 3e tour (1/16)  | Julie Albert    | -                   | -                   |
| 1966  | -                                        | -                                        | 1/4 de finale            | Ann Haydon-Jones         | 3e tour (1/16)  | Kathleen Harter | -                   | -                   |
| 1967  | -                                        | -                                        | 1/4 de finale            | Lesley Turner            | -               | -               | -                   | -                   |
| 1968  | -                                        | -                                        | -                        | -                        | 3e tour (1/16)  | Lesley Turner   | -                   | -                   |
| 1970  | -                                        | -                                        | 2e tour (1/16)           | Virginia Wade            | -               | -               | -                   | -                   |
| 1973  | -                                        | -                                        | 1er tour (1/32)          | Pat Pretorius            | -               | -               | -                   | -                   |

À droite du résultat, l’ultime adversaire.

### En double dames
| Année | Championnat d'Australie Open d'Australie | Championnat d'Australie Open d'Australie | Internationaux de France    | Internationaux de France   | Wimbledon                   | Wimbledon                 | US National US Open | US National US Open |
| ----- | ---------------------------------------- | ---------------------------------------- | --------------------------- | -------------------------- | --------------------------- | ------------------------- | ------------------- | ------------------- |
| 1961  | -                                        | -                                        | 3e tour (1/8) de la Courtie | Rosie Darmon Yola Ramírez  | 1er tour (1/32) Edda Buding | Rosie Darmon Yola Ramírez | -                   | -                   |
| 1962  | -                                        | -                                        | 2e tour (1/16) Edda Buding  | L. Cawthorn F. McLennan    | 2e tour (1/16) R. Ostermann | Eva Duldig J. Ridderhof   | -                   | -                   |
| 1963  | -                                        | -                                        | 2e tour (1/8) C. Coronado   | Margaret Hunt A. Van Zyl   | 1er tour (1/32) Edda Buding | A. Dmitrieva Judy Tegart  | -                   | -                   |
| 1964  | -                                        | -                                        | Finale Norma Baylon         | M. Smith Lesley Turner     | 2e tour (1/16) Norma Baylon | R. Schuurman Ann Haydon   | -                   | -                   |
| 1965  | -                                        | -                                        | 1/4 de finale Norma Baylon  | C. Sherriff Gail Sherriff  | 1/2 finale Edda Buding      | F. Dürr J. Lieffrig       | -                   | -                   |
| 1966  | -                                        | -                                        | 1/4 de finale Edda Buding   | M. Smith Judy Tegart       | 1er tour (1/32) Edda Buding | Ann Haydon Virginia Wade  | -                   | -                   |
| 1967  | -                                        | -                                        | 3e tour (1/8) Edda Buding   | Esme Emanuel Maryna Godwin | -                           | -                         | -                   | -                   |
| 1968  | -                                        | -                                        | -                           | -                          | 3e tour (1/8) Edda Buding   | M. Smith Virginia Wade    | -                   | -                   |
| 1970  | -                                        | -                                        | 1/4 de finale H. Masthoff   | M. Smith Judy Tegart       | -                           | -                         | -                   | -                   |

Sous le résultat, la partenaire ; à droite, l’ultime équipe adverse.

### En double mixte
| Année | Championnat d'Australie | Championnat d'Australie | Internationaux de France     | Internationaux de France   | Wimbledon                    | Wimbledon                | US National | US National |
| ----- | ----------------------- | ----------------------- | ---------------------------- | -------------------------- | ---------------------------- | ------------------------ | ----------- | ----------- |
| 1962  | -                       | -                       | 1er tour (1/32) Alan Lane    | M. Hellyer C. Fernandes    | 2e tour (1/32) Narendra Nath | Maria Bueno Robert Howe  | -           | -           |
| 1963  | -                       | -                       | 3e tour (1/8) C. Fernandes   | Lesley Turner Fred Stolle  | 2e tour (1/32) D. Sturdza    | R. Schuurman W. Bungert  | -           | -           |
| 1964  | -                       | -                       | 2e tour (1/16) István Gulyás | E. Subirats Mr Loureiro    | -                            | -                        | -           | -           |
| 1965  | -                       | -                       | 3e tour (1/8) Jiří Javorský  | Julie Albert Owen Davidson | 2e tour (1/32) Neale Fraser  | Nancy Richey Donald Dell | -           | -           |
| 1966  | -                       | -                       | 1/4 de finale Ion Țiriac     | Judy Tegart Tony Roche     | 3e tour (1/16) Abe Segal     | Judy Tegart Bill Bowrey  | -           | -           |

Sous le résultat, le partenaire ; à droite, l’ultime équipe adverse.

## Parcours en Coupe de la Fédération
| #                                                                               | Date       | Lieu                | Surface      | Gagnante(s)                        | Perdante(s)                             | Score         |          |
|                                                                                 |            |                     |              |                                    |                                         |               |          |
| 1964 - 2e tour (groupe mondial) - Allemagne de l'Ouest - Italie - 3 : 0         |            |                     |              |                                    |                                         |               |          |
| 1                                                                               | 02/09/1964 | Philadelphie        | Herbe (ext.) | Helga Schultze                     | Maria-Teresa Riedl                      | 6-4, 7-5      | Parcours |
| 1                                                                               | 02/09/1964 | Philadelphie        | Herbe (ext.) | Heide Schildknecht Helga Schultze  | Francesca Gordigiani Maria-Teresa Riedl | 6-4, 6-2      | Parcours |
|                                                                                 |            |                     |              |                                    |                                         |               |          |
| 1964 - 1/4 de finale (groupe mondial) - Allemagne de l'Ouest - France - 1 : 2   |            |                     |              |                                    |                                         |               |          |
| 2                                                                               | 03/09/1964 | Philadelphie        | Herbe (ext.) | Françoise Dürr                     | Helga Schultze                          | 6-4, 6-2      | Parcours |
| 2                                                                               | 03/09/1964 | Philadelphie        | Herbe (ext.) | Françoise Dürr Jeanine Lieffrig    | Heide Schildknecht Helga Schultze       | 7-5, 6-3      | Parcours |
|                                                                                 |            |                     |              |                                    |                                         |               |          |
| 1966 - 2e tour (groupe mondial) - Argentine - Allemagne de l'Ouest - 0 : 3      |            |                     |              |                                    |                                         |               |          |
| 3                                                                               | 12/05/1966 | Turin               | Terre (ext.) | Edda Buding Helga Schultze         | Raquel Giscafré Graciela Moran          | 6-4, 6-1      | Parcours |
|                                                                                 |            |                     |              |                                    |                                         |               |          |
| 1966 - 1/4 de finale (groupe mondial) - Italie - Allemagne de l'Ouest - 1 : 2   |            |                     |              |                                    |                                         |               |          |
| 4                                                                               | 13/05/1966 | Turin               | Terre (ext.) | Sylvana Lazzarino Lea Pericoli     | Helga Masthoff Helga Schultze           | 8-6, 7-5      | Parcours |
|                                                                                 |            |                     |              |                                    |                                         |               |          |
| 1966 - 1/2 finale (groupe mondial) - Allemagne de l'Ouest - Australie - 2 : 1   |            |                     |              |                                    |                                         |               |          |
| 5                                                                               | 14/05/1966 | Turin               | Terre (ext.) | Karen Krantzcke Judy Tegart        | Edda Buding Helga Schultze              | 2-6, 6-2, 6-0 | Parcours |
|                                                                                 |            |                     |              |                                    |                                         |               |          |
| 1966 - Finale (groupe mondial) - États-Unis - Allemagne de l'Ouest - 3 : 0      |            |                     |              |                                    |                                         |               |          |
| 6                                                                               | 10/05/1966 | Turin               | Terre (ext.) | Carole Caldwell Billie Jean King   | Edda Buding Helga Schultze              | 6-4, 6-2      | Parcours |
|                                                                                 |            |                     |              |                                    |                                         |               |          |
| 1967 - 2e tour (groupe mondial) - Allemagne de l'Ouest - Danemark - 3 : 0       |            |                     |              |                                    |                                         |               |          |
| 7                                                                               | 08/06/1967 | Berlin              | Terre (ext.) | Helga Schultze                     | Milly Vagn-Nielsen                      | 6-1, 6-0      | Parcours |
| 7                                                                               | 08/06/1967 | Berlin              | Terre (ext.) | Edda Buding Helga Schultze         | Pia Balling Lise Hahn-Evers             | 6-0, 6-1      | Parcours |
|                                                                                 |            |                     |              |                                    |                                         |               |          |
| 1967 - 1/4 de finale (groupe mondial) - Allemagne de l'Ouest - Canada - 3 : 0   |            |                     |              |                                    |                                         |               |          |
| 8                                                                               | 09/06/1967 | Berlin              | Terre (ext.) | Helga Schultze                     | Faye Urban                              | 7-5, 6-4      | Parcours |
| 8                                                                               | 09/06/1967 | Berlin              | Terre (ext.) | Edda Buding Helga Schultze         | Vicky Berner Faye Urban                 | 6-1, 6-1      | Parcours |
|                                                                                 |            |                     |              |                                    |                                         |               |          |
| 1967 - 1/2 finale (groupe mondial) - Allemagne de l'Ouest - États-Unis - 0 : 3  |            |                     |              |                                    |                                         |               |          |
| 9                                                                               | 10/06/1967 | Berlin              | Terre (ext.) | Rosie Casals                       | Helga Schultze                          | 6-2, 7-5      | Parcours |
| 9                                                                               | 10/06/1967 | Berlin              | Terre (ext.) | Rosie Casals Billie Jean King      | Edda Buding Helga Schultze              | 6-4, 2-6, 8-6 | Parcours |
|                                                                                 |            |                     |              |                                    |                                         |               |          |
| 1970 - 2e tour (groupe mondial) - Allemagne de l'Ouest - Suisse - 3 : 0         |            |                     |              |                                    |                                         |               |          |
| 10                                                                              | 20/05/1970 | Fribourg-en-Brisgau | Terre (ext.) | Helga Schultze                     | Anne-Marie Studer                       | 6-3, 6-0      | Parcours |
| 10                                                                              | 20/05/1970 | Fribourg-en-Brisgau | Terre (ext.) | Katja Ebbinghaus Helga Schultze    | Rita Felix Marianne Kindler             | 6-2, 6-1      | Parcours |
|                                                                                 |            |                     |              |                                    |                                         |               |          |
| 1970 - 1/4 de finale (groupe mondial) - Allemagne de l'Ouest - France - 3 : 0   |            |                     |              |                                    |                                         |               |          |
| 11                                                                              | 22/05/1970 | Fribourg-en-Brisgau | Terre (ext.) | Helga Schultze                     | Christiane Spinoza                      | 6-4, 7-5      | Parcours |
| 11                                                                              | 22/05/1970 | Fribourg-en-Brisgau | Terre (ext.) | Katja Ebbinghaus Helga Schultze    | Odile de Roubin Christiane Spinoza      | 6-1, 6-4      | Parcours |
|                                                                                 |            |                     |              |                                    |                                         |               |          |
| 1970 - 1/2 finale (groupe mondial) - Allemagne de l'Ouest - États-Unis - 2 : 1  |            |                     |              |                                    |                                         |               |          |
| 12                                                                              | 23/05/1970 | Fribourg-en-Brisgau | Terre (ext.) | Peaches Bartkowicz                 | Helga Schultze                          | 6-2, 6-2      | Parcours |
| 12                                                                              | 23/05/1970 | Fribourg-en-Brisgau | Terre (ext.) | Helga Schultze Helga Masthoff      | Mary-Ann Eisel Julie Heldman            | 7-5, 4-6, 6-0 | Parcours |
|                                                                                 |            |                     |              |                                    |                                         |               |          |
| 1970 - Finale (groupe mondial) - Allemagne de l'Ouest - Australie - 0 : 3       |            |                     |              |                                    |                                         |               |          |
| 13                                                                              | 19/05/1970 | Fribourg-en-Brisgau | Terre (ext.) | Karen Krantzcke                    | Helga Schultze                          | 6-2, 6-3      | Parcours |
| 13                                                                              | 19/05/1970 | Fribourg-en-Brisgau | Terre (ext.) | Judy Tegart-Dalton Karen Krantzcke | Helga Schultze Helga Masthoff           | 6-2, 7-5      | Parcours |
|                                                                                 |            |                     |              |                                    |                                         |               |          |
| 1974 - 1er tour (groupe mondial) - Allemagne de l'Ouest - Canada - 3 : 0        |            |                     |              |                                    |                                         |               |          |
| 14                                                                              | 13/05/1974 | Naples              | Terre (ext.) | Helga Schultze                     | Jane O'Hara                             | 6-0, 6-1      | Parcours |
|                                                                                 |            |                     |              |                                    |                                         |               |          |
| 1974 - 1/4 de finale (groupe mondial) - Allemagne de l'Ouest - Roumanie - 3 : 0 |            |                     |              |                                    |                                         |               |          |
| 15                                                                              | 13/05/1974 | Naples              | Terre (ext.) | Helga Schultze                     | Mariana Simionescu                      | 6-3, 6-3      | Parcours |
|                                                                                 |            |                     |              |                                    |                                         |               |          |
| 1974 - 1/2 finale (groupe mondial) - Allemagne de l'Ouest - États-Unis - 1 : 2  |            |                     |              |                                    |                                         |               |          |
| 16                                                                              | 13/05/1974 | Naples              | Terre (ext.) | Jeanne Evert                       | Helga Schultze                          | 6-4, 6-3      | Parcours |